# 伊藤辰史
伊藤 辰史（いとう たつふみ、1972年4月21日 - ）は、日本のプロボクサー。北海道三笠市出身。新日本木村ボクシングジム所属。元日本スーパーウェルター級王者。

## 来歴
駒澤大学附属岩見沢高等学校1年生でボクシング部員になる（同級生で野球部中心選手に本間満）。3年でインターハイ、国体に出場するも上位に入れず。道都大学3年、全日本アマチュアボクシング選手権大会準決勝で中央大学の天田広美（天田ヒロミ）に3RTKOで敗れ、中退し木村ジムの所属プロボクサーとなる。
1994年5月9日（フジテレビ/ダイヤモンドグローブ）、ミドル級で、日本タイトル経験者の大竹永寿（グリーンツダ）を3RTKOで退け、デビュー戦を飾る。
1995年8月14日（フジテレビ/ダイヤモンドグローブ）、ジムの先輩上山仁が防衛20回の日本記録を達成とともに王座を返上した日本スーパーウェルター級王座決定戦で大東旭と争い、判定で王座戴冠。
プロ5戦目での王座戴冠は、日本歴代5位タイのスピード記録である。
1995年12月9日（日本テレビ/ダイナミックグローブ）、初防衛戦を水戸市民体育館で行い、同級1位青山次郎（角海老宝石勝又）の挑戦を退け防衛に成功。
1996年3月11日（フジテレビ/ダイヤモンドグローブ）、2度目の防衛戦は大東の挑戦を受け争うも、8Rまで大差で勝っていたが逆転KO負けを喫した。
その後、大東に3度挑戦するも、敵地大阪でのホームタウンディシジョンも加わり王座奪還ならず。3度目の挑戦を最後に引退を表明。
最高ランキングは日本スーパーウェルター級チャンピオン、OPBF東洋太平洋スーパーウェルター級1位。
現在は広告代理店を経営している。

## 戦績
- アマチュアボクシング：42戦34勝8敗
- プロボクシング：14戦9勝（4KO）3敗（1KO）2分